# Linda Haglund (bowlare)
Linda Haglund, född 26 december 1974, är en svensk bowlare, tävlande för BK Skrufscha i Vänersborg.
Linda Haglund är den enda svenska kvinna som tre gånger lyckats slå en 300-serie i bowling. Bedrifterna skedde 23 februari 1997 i Sundbybergs bowlinghall, 30 mars 1999 i Vänersborgs bowlinghall samt 16 juni 2001 i samband med EM i Ålborg, Danmark.

## Meriter
- 1 VM-silver 5-mannalag (2003)
- 1 EM-guld i 5-mannlag (2001)
- 1 EM-silver i 2-mannalag (2001)
- 1 EM-brons i 3-mannalag (2001)
- 4 SM-guld 8-mannalag
- 1 SM-guld i 2-mannalag
- 1 SM-guld i 4-mannalag
- 1 SM-brons i 5-mannalag
- 1 NM-brons i 2-mannalag (1999)
- 1 NM-brons i mixed(1999)
- 1 JEM-brons 5-manna (1992)
- 1 JEM-brons 5-manna JNM (1993)